# Antiprisme carré adouci
Pour les articles homonymes, voir J85.
En géométrie, l'antiprisme carré adouci est un des solides de Johnson (J85).
C'est un des solides de Johnson élémentaires qui n'apparaît pas à partir de manipulation en "copier/coller" de solides de Platon et de solides d'Archimède.
Il peut être conçu comme un antiprisme carré avec une chaîne de triangles insérés autour du milieu. Un effet similaire peut être réalisé avec un antiprisme triangulaire (un octaèdre), ce qui donne un icosaèdre.
Les 92 solides de Johnson ont été nommés et décrits par Norman Johnson en 1966.